# Lemna trisulca
Espèce
Synonymes
- Staurogeton trisulcus Schur.

Statut de conservation UICN

 LC  : Préoccupation mineure
Lemna trisulca, la Lentille d'eau à trois sillons, ou lenticule trisulquée, est une espèce de lentille d’eau, végétal de la famille des Araceae et de la sous-famille des Lemnoideae (autrefois, famille des Lemnaceae). Cette petite plante, submergée puis flottante, est présente dans les lacs et les rivières lentes d'une grande partie du monde.

## Distribution

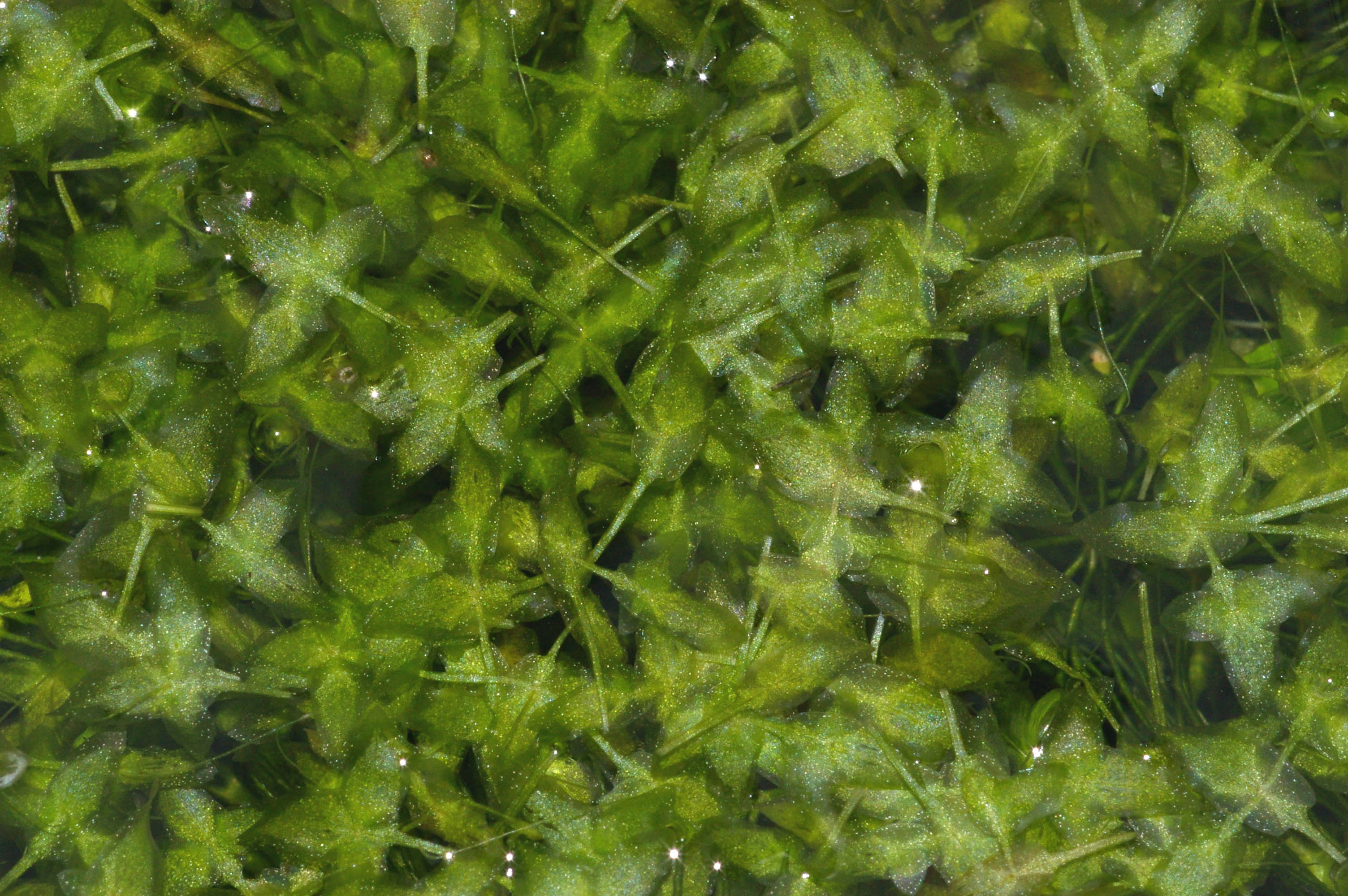
Tapis dense de Lemna trisulca.

Cette espèce est largement distribuée dans le monde. On la trouve dans les milieux stagnants à lentiques, dans les régions tempérées à fraiches ou froides, en Amérique du Nord et du sud, en Europe (notamment Grande-Bretagne et Irlande),, en Asie (Bangladesh, Chine (nord, ouest, sud [Taiwan, Yunnan]), et en zones tropicales à subtropicale Inde (est, nord), Indonésie (Sumatra, Nouvelle-Guinée), Brunei, Japon, Malaisie, Myanmar, Papouasie-Nouvelle-Guinée, Pakistan, Philippines); Océanie et Amérique du Sud . Elle est notamment présente au Canada. 

## Caractéristiques
C'est une très petite plante (18 mm de longueur au plus), qui se développe en thalles, pouvant former de petits chapelets épars à de vastes tapis de verdure (photo). D'abord submergée, la plante remonte à la surface au moment de la floraison (qui est estivale).
Dans sa phase flottante, la racine est souvent trinervée.
Le fruit est un akène symétrique, fortement marquée de 12 à 15 côtes.

## Écologie
Contrairement à plusieurs espèces du genre Lemna, la lenticule trisulquée passe la majeure partie de sa vie à vivre entre deux eaux. Son ascension vers la surface et sa descente sous l'eau sont lentes. Ce sont des raphides d'oxalate de chaux qui agissent comme lest ou agent de flottaison, selon le cas.
Cette espèce est parfois semi-parasitée par une algue, Chlorochytrium lemnae.

## Aquariophilie
C'est une plante flottante parfois utilisée en aquariophilie.  Dans les aquariums, la lentille d'eau est souvent associée avec d'autres espèces flottantes comme la laitue d'eau pistie, l'azolle et la salvinie.